# 馬希科夫斯基山
74°59′S 64°57′W / 74.983°S 64.950°W
馬希科夫斯基山（英語：Mount Macnowski），是南極洲的山峰，位於帕爾默地，處於施米特山西南面9公里的斯凱夫山脈北部，美國地質調查局根據測量和美國海軍拍攝的空中照片繪入地圖，現時由南極條約體系管理。